# أوتشي جومبو
أوتشي جومبو رودريغيز (بالإنجليزية: Uche Jombo Rodriguez)‏ هي مُمثلة وكاتب سيناريو ومُنتجة أفلام نيجيرية. رُشحت سنة 2012 للتنافُس على جائزة الأكاديمية الأفريقية للأفلام لأفضل ممثلة في دور رئيسي في حفل توزيع جوائز الأكاديمية الأفريقية للأفلام الثامن عن دورها في فيلم «ضرر» (بالإنجليزية: Damage)‏.

## روابط خارجية
أوتشي جومبو على موقع IMDb (الإنجليزية)
- أوتشي جومبو على موقع قاعدة بيانات الفيلم (الإنجليزية)
- أوتشي جومبو على موقع كينوبويسك (الروسية)